# Stazione meteorologica di Capo Frasca
La stazione meteorologica di Capo Frasca (in sardo: Istazione meteoròlogica de Cabu Frasca) è la stazione meteorologica di riferimento per il servizio meteorologico dell'Aeronautica Militare e per l'Organizzazione meteorologica mondiale, relativa all'omonima località lungo la fascia costiera sud-occidentale della Sardegna. È situata all'interno del Poligono di Capo Frasca.

## Caratteristiche
La stazione meteorologica si trova nell'Italia insulare, in Sardegna, in Provincia del Sud Sardegna, nel comune di Arbus, a 92 metri s.l.m. e alle coordinate geografiche 39°44′23.59″N 8°27′34.15″E.
La stazione è attiva dal 1962, con lo scopo di svolgere anche funzioni di assistenza alla navigazione aerea per l'aeroporto di Oristano Fenosu, dove precedentemente era attiva l'omonima stazione meteorologica aeroportuale che venne poi definitivamente dismessa all'inizio degli anni Sessanta.
Oltre a rilevare i dati relativi a temperatura, precipitazioni, pressione atmosferica, umidità relativa, direzione e velocità del vento, la stazione meteorologica è collegata ad una boa situata nell'antistante Mare di Sardegna, grazie alla quale è possibile osservare lo stato del mare, l'altezza dell'onda marina, la direzione dell'onda stessa, oltre alla lunghezza e all'altezza dell'onda morta (onda non più soggetta all'azione diretta del vento), svolgendo di fatto le tipiche funzioni delle stazioni meteomarine.

## Medie climatiche ufficiali

### Dati climatologici 1971-2000
In base alle medie climatiche del periodo 1971-2000, la temperatura media del mese più freddo, febbraio, è di +10,4 °C, mentre quella del mese più caldo, agosto, è di +25,0 °C; mediamente si contano zero giorni di gelo all'anno e 21 giorni con temperatura massima uguale o superiore ai +30 °C. I valori estremi di temperatura registrati nel medesimo trentennio sono i -4,8 °C del gennaio 1981 e i +41,6 °C dell'agosto 1999.
Le precipitazioni medie annue si attestano a 529 mm, mediamente distribuite in 71 giorni di pioggia, con minimo in estate e moderato picco massimo in autunno.
L'umidità relativa media annua fa registrare il valore di 81 % con minimi di 78 % a giugno, a luglio, ad agosto e a settembre e massimo di 85 % a gennaio; mediamente si contano 10 giorni di nebbia all'anno.
Di seguito è riportata la tabella con le medie climatiche e i valori massimi e minimi assoluti registrati nel trantennio 1971-2000 e pubblicati nell'Atlante Climatico d'Italia del Servizio meteorologico dell'Aeronautica Militare relativo al medesimo trentennio.
| Capo Frasca (1971-2000)         | Mesi        | Mesi        | Mesi        | Mesi        | Mesi        | Mesi        | Mesi        | Mesi        | Mesi        | Mesi        | Mesi        | Mesi        | Stagioni | Stagioni | Stagioni | Stagioni | Anno  |
| Capo Frasca (1971-2000)         | Gen         | Feb         | Mar         | Apr         | Mag         | Giu         | Lug         | Ago         | Set         | Ott         | Nov         | Dic         | Inv      | Pri      | Est      | Aut      | Anno  |
| ------------------------------- | ----------- | ----------- | ----------- | ----------- | ----------- | ----------- | ----------- | ----------- | ----------- | ----------- | ----------- | ----------- | -------- | -------- | -------- | -------- | ----- |
| T. max. media (°C)              | 13,2        | 13,2        | 14,7        | 16,7        | 20,8        | 24,5        | 27,8        | 28,8        | 26,0        | 21,9        | 17,3        | 14,4        | 13,6     | 17,4     | 27,0     | 21,7     | 19,9  |
| T. min. media (°C)              | 7,6         | 7,5         | 8,6         | 10,3        | 13,7        | 17,3        | 20,1        | 21,1        | 18,7        | 15,3        | 11,3        | 8,8         | 8,0      | 10,9     | 19,5     | 15,1     | 13,4  |
| T. max. assoluta (°C)           | 19,6 (1979) | 20,2 (1977) | 25,4 (1981) | 29,2 (1992) | 33,4 (1999) | 36,0 (1994) | 41,4 (1993) | 41,6 (1999) | 37,2 (1993) | 36,0 (1981) | 27,8 (1985) | 21,2 (1989) | 21,2     | 33,4     | 41,6     | 37,2     | 41,6  |
| T. min. assoluta (°C)           | −4,8 (1981) | −1,2 (1984) | 0,4 (1971)  | 3,6 (1979)  | 6,6 (1987)  | 10,6 (1991) | 12,6 (1981) | 14,4 (1981) | 9,2 (1977)  | 6,0 (1974)  | 2,0 (1972)  | −1,8 (1980) | −4,8     | 0,4      | 10,6     | 2,0      | −4,8  |
| Giorni di calura (Tmax ≥ 30 °C) | 0           | 0           | 0           | 0           | 0           | 3           | 7           | 8           | 3           | 0           | 0           | 0           | 0        | 0        | 18       | 3        | 21    |
| Giorni di gelo (Tmin ≤ 0 °C)    | 0           | 0           | 0           | 0           | 0           | 0           | 0           | 0           | 0           | 0           | 0           | 0           | 0        | 0        | 0        | 0        | 0     |
| Precipitazioni (mm)             | 50,0        | 60,5        | 44,4        | 51,4        | 32,8        | 16,7        | 4,4         | 7,3         | 34,2        | 69,7        | 92,5        | 65,0        | 175,5    | 128,6    | 28,4     | 196,4    | 528,9 |
| Giorni di pioggia               | 8           | 8           | 7           | 8           | 5           | 2           | 1           | 1           | 4           | 8           | 10          | 9           | 25       | 20       | 4        | 22       | 71    |
| Giorni di nebbia                | 1           | 1           | 1           | 1           | 1           | 0           | 1           | 1           | 0           | 1           | 1           | 1           | 3        | 3        | 2        | 2        | 10    |
| Umidità relativa media (%)      | 85          | 83          | 82          | 82          | 80          | 78          | 78          | 78          | 78          | 81          | 83          | 84          | 84       | 81,3     | 78       | 80,7     | 81    |

### Dati climatologici 1961-1990
In base alla media trentennale di riferimento 1961-1990 per l'Organizzazione Mondiale della Meteorologia, effettivamente elaborata a partire dal 1962, la temperatura media del mese più freddo, gennaio, si attesta a +10,2 °C; quella del mese più caldo, agosto, è di +24,4 °C. Nel medesimo trentennio, la temperatura minima assoluta ha toccato i -5,0 °C nel gennaio 1963 (media delle minime assolute annue di +0,2 °C), mentre la massima assoluta ha raggiunto i +41,0 °C nell'agosto 1969 e nel luglio 1983 (media delle massime assolute annue di +37,6 °C).
La nuvolosità media annua si attesta a 3,7 okta giornalieri, con minimo in luglio di 1,6 okta giornalieri e massimo di 4,8 okta giornalieri a febbraio.
Le precipitazioni medie annue sono inferiori ai 600 mm, distribuite mediamente in 72 giorni, con minimo in primavera-estate e picco autunnale.
L'umidità relativa media annua fa registrare il valore di 80,7% con minimo a luglio di 76% e massimo di 86% a febbraio.
| Capo Frasca (1961-1990)     | Mesi        | Mesi        | Mesi        | Mesi        | Mesi        | Mesi        | Mesi        | Mesi        | Mesi        | Mesi        | Mesi        | Mesi        | Stagioni | Stagioni | Stagioni | Stagioni | Anno  |
| Capo Frasca (1961-1990)     | Gen         | Feb         | Mar         | Apr         | Mag         | Giu         | Lug         | Ago         | Set         | Ott         | Nov         | Dic         | Inv      | Pri      | Est      | Aut      | Anno  |
| --------------------------- | ----------- | ----------- | ----------- | ----------- | ----------- | ----------- | ----------- | ----------- | ----------- | ----------- | ----------- | ----------- | -------- | -------- | -------- | -------- | ----- |
| T. max. media (°C)          | 13,4        | 13,7        | 14,8        | 17,0        | 20,8        | 24,6        | 28,0        | 28,4        | 25,9        | 22,2        | 17,5        | 14,4        | 13,8     | 17,5     | 27,0     | 21,9     | 20,1  |
| T. min. media (°C)          | 7,4         | 7,4         | 8,6         | 10,3        | 13,3        | 17,0        | 19,9        | 20,4        | 18,3        | 15,1        | 11,3        | 8,6         | 7,8      | 10,7     | 19,1     | 14,9     | 13,1  |
| T. max. assoluta (°C)       | 20,0 (1965) | 22,1 (1966) | 25,4 (1981) | 28,4 (1968) | 35,4 (1967) | 38,0 (1967) | 41,0 (1983) | 41,0 (1969) | 36,4 (1970) | 36,0 (1981) | 27,8 (1985) | 21,8 (1970) | 22,1     | 35,4     | 41,0     | 36,4     | 41,0  |
| T. min. assoluta (°C)       | −5,0 (1963) | −1,2 (1984) | 0,0 (1963)  | 3,6 (1979)  | 6,6 (1987)  | 11,0 (1962) | 12,6 (1981) | 14,4 (1981) | 9,2 (1977)  | 6,0 (1974)  | 2,0 (1972)  | −1,8 (1980) | −5,0     | 0,0      | 11,0     | 2,0      | −5,0  |
| Nuvolosità (okta al giorno) | 4,7         | 4,8         | 4,5         | 4,4         | 3,7         | 2,9         | 1,6         | 1,9         | 2,7         | 3,6         | 4,4         | 4,7         | 4,7      | 4,2      | 2,1      | 3,6      | 3,7   |
| Precipitazioni (mm)         | 82,5        | 66,1        | 51,8        | 47,7        | 28,4        | 11,7        | 4,4         | 6,4         | 41,9        | 62,7        | 103,7       | 71,4        | 220,0    | 127,9    | 22,5     | 208,3    | 578,7 |
| Giorni di pioggia           | 9           | 9           | 8           | 7           | 4           | 2           | 1           | 1           | 4           | 7           | 10          | 10          | 28       | 19       | 4        | 21       | 72    |
| Umidità relativa media (%)  | 85          | 86          | 85          | 82          | 80          | 77          | 76          | 78          | 77          | 79          | 81          | 82          | 84,3     | 82,3     | 77       | 79       | 80,7  |

## Valori estremi

### Temperature estreme mensili dal 1962 ad oggi
Nella tabella sottostante sono riportate le temperature massime e minime assolute mensili, stagionali ed annuali dal 1962 ad oggi, con il relativo anno in cui si queste si sono registrate. La massima assoluta del cinquantennio esaminato di +42,0 °C risale all'agosto 2017 e del luglio 2023, mentre la minima assoluta di -5,0 °C è del gennaio 1963.
| Capo Frasca (1962-2023) | Mesi        | Mesi        | Mesi        | Mesi        | Mesi        | Mesi        | Mesi        | Mesi        | Mesi        | Mesi        | Mesi        | Mesi        | Stagioni | Stagioni | Stagioni | Stagioni | Anno |
| Capo Frasca (1962-2023) | Gen         | Feb         | Mar         | Apr         | Mag         | Giu         | Lug         | Ago         | Set         | Ott         | Nov         | Dic         | Inv      | Pri      | Est      | Aut      | Anno |
| ----------------------- | ----------- | ----------- | ----------- | ----------- | ----------- | ----------- | ----------- | ----------- | ----------- | ----------- | ----------- | ----------- | -------- | -------- | -------- | -------- | ---- |
| T. max. assoluta (°C)   | 20,0 (1965) | 22,1 (1966) | 27,2 (2001) | 29,2 (1992) | 36,4 (2009) | 40,0 (2022) | 42,0 (2023) | 42,0 (2017) | 38,4 (2022) | 36,0 (1981) | 27,8 (1985) | 21,8 (1970) | 22,1     | 36,4     | 42,0     | 38,4     | 42,0 |
| T. min. assoluta (°C)   | −5,0 (1963) | −1,2 (1984) | −0,8 (2005) | 1,2 (2021)  | 6,6 (1987)  | 10,0 (2006) | 12,6 (1981) | 14,2 (2006) | 9,2 (1977)  | 6,0 (1974)  | 1,8 (2005)  | −1,8 (1980) | −5,0     | −0,8     | 10,0     | 1,8      | −5,0 |